# Karł Biucow
Karł Karłowicz Biucow, ros. Карл Карлович Бюцов, Carl Bůzow (ur. 1791, zm. 25 lipca 1852) – rosyjski urzędnik konsularny i dyplomata, tajny radca.
W 1808 rozpoczął pracę w Ministerstwie Spraw Zagranicznych na stanowisku aktuariusza. W okresie 1816–1820 był urzędnikiem misji w Konstantynopolu, w latach 1826–1830 kierował kancelarią dyplomatyczną namiestnika carskiego w Polsce, wielkiego księcia Konstantego Pawłowicza w Warszawie. Następnie był konsulem generalnym w Gdańsku (1833-1842) i Genui (1842-).